# Olibrus pallipes
Olibrus pallipes is een keversoort uit de familie glanzende bloemkevers (Phalacridae). De wetenschappelijke naam van de soort werd in 1824 gepubliceerd door Thomas Say.